# 伊豆熱川駅

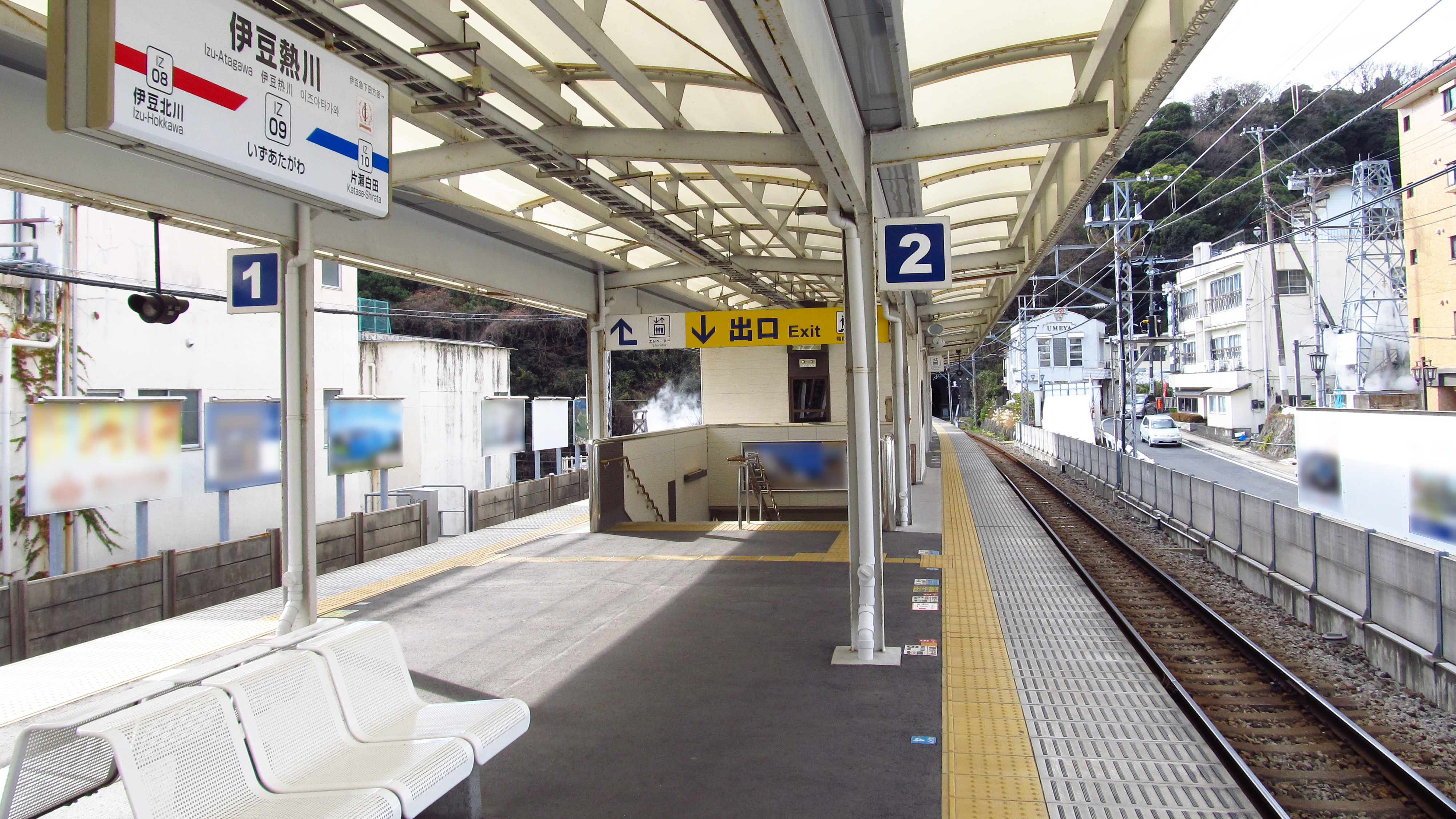
ホーム（2018年1月）

伊豆熱川駅（いずあたがわえき）は、静岡県賀茂郡東伊豆町奈良本にある、伊豆急行伊豆急行線の駅である。駅番号はIZ09。

## 歴史
建設時の仮称駅名は「熱川温泉駅」であった。
- 1961年（昭和36年）12月10日：開設。

## 駅構造
島式ホーム1面2線を有する高架駅。1線スルー構造では無いため、全列車が方向別に発着する。
両端をトンネルに挟まれた狭隘な斜面上に立地しており、伊東方分岐器はトンネルの中にある。

### のりば
| 番線 | 路線       | 方向 | 行先           |
| ---- | ---------- | ---- | -------------- |
| 1    | 伊豆急行線 | 下り | 伊豆急下田方面 |
| 2    | 伊豆急行線 | 上り | 伊東・熱海方面 |

### 構内
- 静岡銀行伊豆熱川駅内出張所
  - 以前は近隣にスルガ銀行出張所が設置されていたが、現在は撤退している。
- Suica及びSuicaと相互利用可能なICカード（PASMO等）は伊豆急行線内全駅で利用可能であり、当駅を含む一部駅には簡易チャージ機も設置されている。

## 駅舎リニューアル工事
駅舎のリニューアル工事が2005年（平成17年） - 2009年（平成21年）まで行われた。改装はおもにコンコース中央部天井がドーム型で柱や壁は木目調にするのとエレベーターと多機能トイレと誘導ブロックの設置等バリアフリー化と冷暖房完備待合室設置、トイレ移設が行われた。

## 利用状況
- 2020年（令和2年）度の1日平均乗車人員は277人である。

近年の1日平均乗車人員の推移は以下の通り。
| 年度               | 1日平均 乗車人員 | 出典     |
| ------------------ | ---------------- | -------- |
| 1993年（平成05年） | 1,679            | [ * 1 ]  |
| 1994年（平成06年） | 1,603            | [ * 2 ]  |
| 1995年（平成07年） | 1,417            | [ * 3 ]  |
| 1996年（平成08年） | 1,422            | [ * 4 ]  |
| 1997年（平成09年） | 1,154            | [ * 5 ]  |
| 1998年（平成10年） | 1,112            | [ * 6 ]  |
| 1999年（平成11年） | 1,048            | [ * 7 ]  |
| 2000年（平成12年） | 969              | [ * 8 ]  |
| 2001年（平成13年） | 870              | [ * 9 ]  |
| 2002年（平成14年） | 826              | [ * 10 ] |
| 2003年（平成15年） | 745              | [ * 11 ] |
| 2004年（平成16年） | 669              | [ * 12 ] |
| 2005年（平成17年） | 715              | [ * 13 ] |
| 2006年（平成18年） | 758              | [ * 14 ] |
| 2007年（平成19年） | 777              | [ * 15 ] |
| 2008年（平成20年） | 766              | [ * 16 ] |
| 2009年（平成21年） | 712              | [ * 17 ] |
| 2010年（平成22年） | 621              | [ * 18 ] |
| 2011年（平成23年） | 574              | [ * 19 ] |
| 2012年（平成24年） | 618              | [ * 20 ] |
| 2013年（平成25年） | 622              | [ * 21 ] |
| 2014年（平成26年） | 590              | [ * 22 ] |
| 2015年（平成27年） | 552              | [ * 23 ] |
| 2016年（平成28年） | 515              | [ * 24 ] |
| 2017年（平成29年） | 519              | [ * 25 ] |
| 2018年（平成30年） | 499              | [ * 26 ] |
| 2019年（令和元年） | 513              | [ * 27 ] |
| 2020年（令和02年） | 277              | [ * 28 ] |

## 駅周辺
駅周辺からは熱川温泉の温泉街が広がっている。
- 熱川温泉
- 熱川バナナワニ園
- 熱川ハーブテラス
- 熱川郵便局
- 熱川ハイツほか宿泊施設
- 国道135号
- 静岡県道113号熱川片瀬線
- 東伊豆町自主運行バス[注 1]「熱川温泉」停留所 - 「S01」系統

## 隣の駅
※特急「踊り子」・「サフィール踊り子」の隣の停車駅は列車記事を参照。
伊豆急行
 伊豆急行線
伊豆北川駅 (IZ08) - 伊豆熱川駅 (IZ09) - 片瀬白田駅 (IZ10)

### 記事本文